# Список пусков ракет-носителей «Протон-К» (8К82К)
На этой странице перечислены все пуски РН «Протон-К» начиная с первого пуска 10.03.1967. В настоящее время производство «Протона-К» прекращено. Последняя РН этой серии была выпущена в конце 2000-х годов, долгое время хранилась в арсенале и её пуск был произведён 30.03.2012 для вывода последнего спутника серии УС-КМО с помощью последнего РБ версии 11C861. Пуск стал 310-м за почти 45 лет службы РН «Протон-К».
В настоящее время вместо РН «Протон-К» используется более совершенная версия «Протон-М». Список пусков РН «Протон-М» находится на странице Список пусков ракет-носителей Протон-М (8К82КМ).
Всего РН «Протон-К» стартовала 310 раз, из которых 277 были полностью успешными (89 %). С учётом частично успешных пусков (не учитывая аварии разгонных блоков), надежность этого варианта ракеты возрастает до более чем 91 %.
| Внешние видеофайлы | Внешние видеофайлы                                                       |
| ------------------ | ------------------------------------------------------------------------ |
|                    | Взрыв ракеты носителя (фрагмент из документального фильма «Объект Е-8»). |

| Внешние видеофайлы | Внешние видеофайлы                                                                       |
| ------------------ | ---------------------------------------------------------------------------------------- |
|                    | Взрыв РН при запуске АМС Марс М-69 (фрагмент из документального фильма «Мощный Протон»). |